# Nagy János (színművész)
Nagy János (18. század – 1843 után) úttörő színész.

## Életútja
1796–97-ben létrehozott Nagybányán egy háromtagú kistársulatot, amellyel 1796-ban Debrecenben is megfordultak.
Tagja volt báró Wesselényi Miklós erdélyi színtársulatának, 1806-ban. Működött Kolozsvárott, Budán, majd 1807 és 1815 között Pesten, ahol rendező, művészeti felügyelő és könyvtáros volt. Ezután Miskolcon és Székesfehérvárott szerepelt. Hatalmas orgánummal rendelkezett. Hangjának erős dörgéséről Komlóssy Ferenc színigazgató így emlékezik meg: "Egerben az ott tanító cistercitáknál valánk ebéden. Az öreg prior sajnálkozva mondá, hogy ő lábfájása miatt színházba nem járhat. Nagy János biztatólag felel neki: »Nem tesz az semmit, főtisztelendő úr, tessék csak a folyosó ablakát kinyittatni; ma Themistoclest játszom, fogadom, egy szótagig meg fogja hallani s érteni a szerepemet szobájában.« Ugy történt, pedig a színhely Specz termében lévén felállítva, a kolostorhoz legalább 500 lépésnyire volt." Egyebekben hősöket, zsarnokokat és vén szerelmeseket játszott. 1815. június 22-én elsőként hirdette a magyar színészetet Egerben. (Ekkor a Kiki saját háza előtt seperjen című vígjáték került színre.) Tagjai között szerepelt: Ujvári, Benke és neje, Murányiék, Nagy Károly, Komlóssy, Divéki, Kőszeghy, Némethi, Koncz, Déryné, Pápainé. (Honművész, 1840. 59. szám.) 1824-ben Miskolcra költözött, majd 1829 és 1833 között a kassai együttes színlaphordója volt. Egerben 1840-ben Balla és Ujfalussy társulatában játszott, majd 1842–43-ban Miskolcon lépett fel.

## Fontosabb szerepei
- Moór Ferenc (Schiller: Haramiák)
- Izsák (Bretzner: Módi szeretők)
- Fedel (Ziegler: Világ hangja, szív jósága)